# Sempre lontano
Sempre lontano är debutalbumet från den italienska sångerskan Nina Zilli. Albumet släpptes den 19 februari 2010 och innehåller 12 låtar. Zilli har skrivit 10 av låtarna helt själv och skrivit "No Pressure" tillsammans med Giancarlo Provasi. Den enda låten hon ej skrivit är "L'amore verrà" som är skriven av Brian Holland och Lamont Dozier. Fem låtar från albumet har släppts som singlar. De tre första singlarna släpptes år 2009 och de två senare singlarna släpptes år 2010. Albumet är certifierat platinum i Italien för fler än 60 000 sålda exemplar. Albumet tillbringade totalt 24 veckor på den italienska albumlistan mellan den 4 mars 2010 och den 9 september samma år. Albumet debuterade på plats tolv och nådde som bäst femte plats den fjärde veckan.

## Låtlista
1. "50mila" – 2:55
2. "Il paradiso" – 3:00
3. "L'uomo che amava le donne" – 2:41
4. "L'inferno" – 2:38
5. "Penelope" – 3:29
6. "L'amore verrà" – 3:16
7. "Bacio d'a(d)dio" – 2:54
8. "C'era una volta" – 3:23
9. "Come il sole" – 3:37
10. "Tutto bene" – 2:47
11. "No Pressure" – 3:38
12. "Bellissimo" – 3:12

## Listplaceringar
| Lista (2010) | Topplacering |
| ------------ | ------------ |
| Italien      | 5            |